# Vladimir Helfreich
Vladimir Guéorguiévitch Helfreich (en russe : Владимир Георгиевич Гельфрейх) (né le 12 mars 1885 à Saint-Pétersbourg, Empire russe - décédé le 7 août 1967 à Moscou) est un architecte russe.

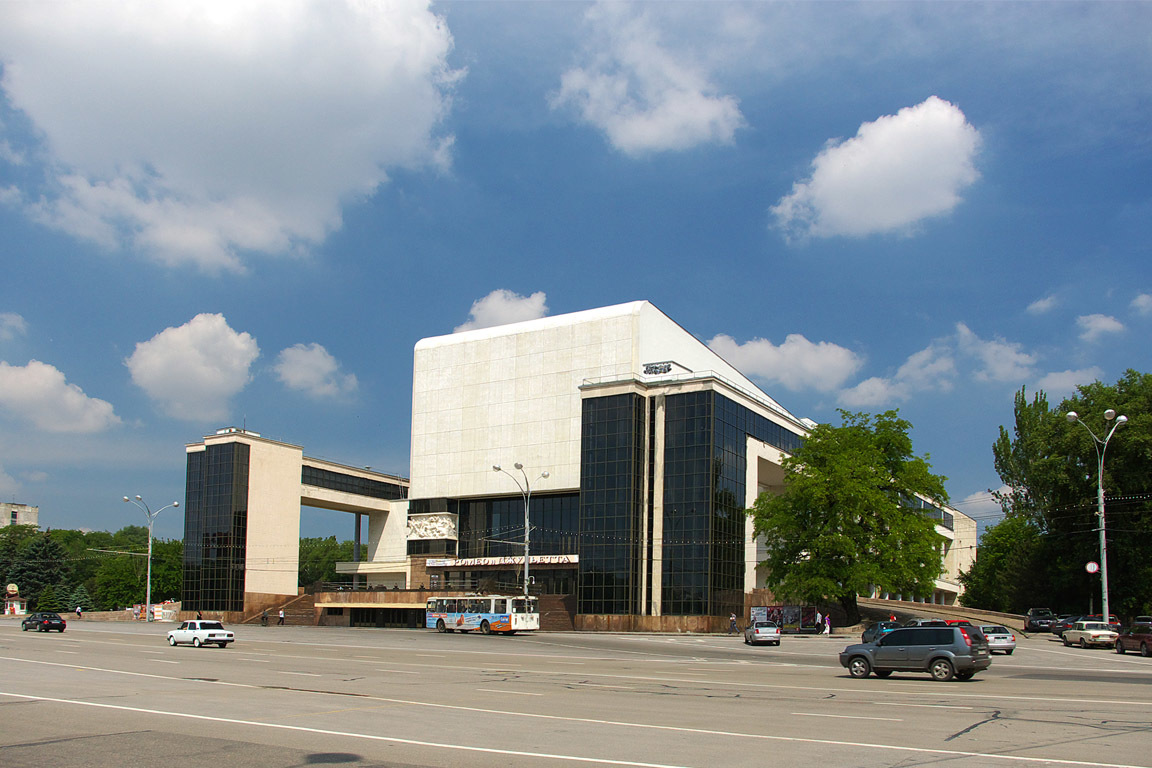
Théâtre Maxime Gorki à Rostov-sur-le-Don, conçu avec Vladimir Chtchouko.

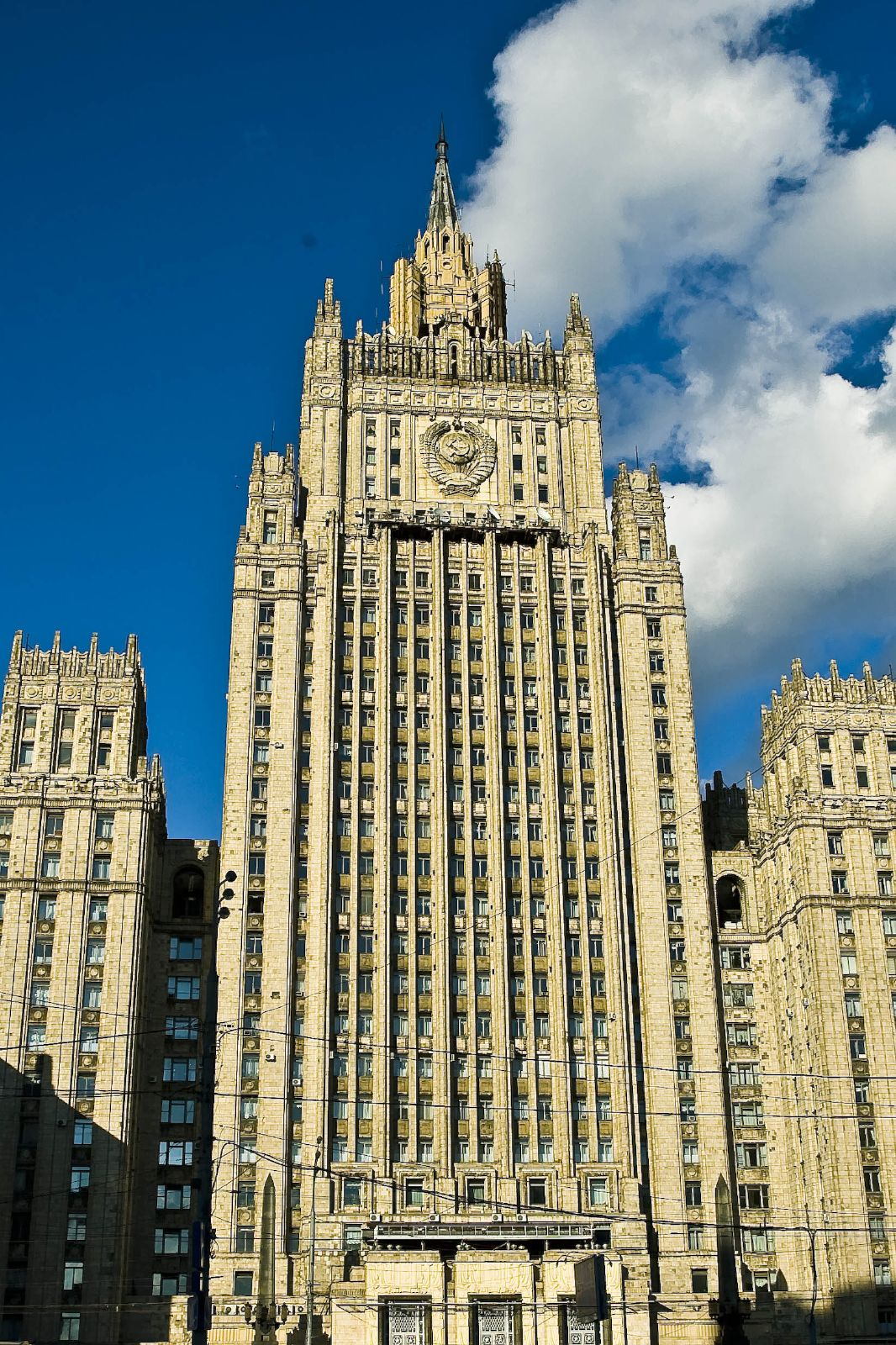
Bâtiment du Ministère des Affaires étrangères de l'URSS.

## Biographie
De 1906 à 1914, Vladimir Helfreich étudie à l'Académie russe des beaux-arts sous la direction de Léon Nikolaïevitch Benois.
De 1918 à 1939 il a collaboré avec l'académicien de l'architecture Vladimir Chtchouko. Ensemble, ils ont contribué entre autres à la conception du Palais des Soviets. Avec Igor Rojine (ru), ils sont auteurs du projet de la station de métro Elektrozavodskaïa mise en service le 15 mai 1944. Pour ce projet et celui de l'entrée de la station Novokouznetskaïa Helfreich reçoit le prix Staline de 1re classe en 1946. Son deuxième prix Staline de 1re classe lui est attribué en 1949, pour le projet du bâtiment du Ministère des affaires étrangères de l'URSS sur la place de Smolensk à Moscou.
En 1953, Vladimir Helfreich participe au projet de construction du Panthéon de Moscou.
En 1959-1967, il enseigne à l'Académie d'art et d'industrie Stroganov.
Mort à Moscou, il est enterré au cimetière de Novodevitchi.

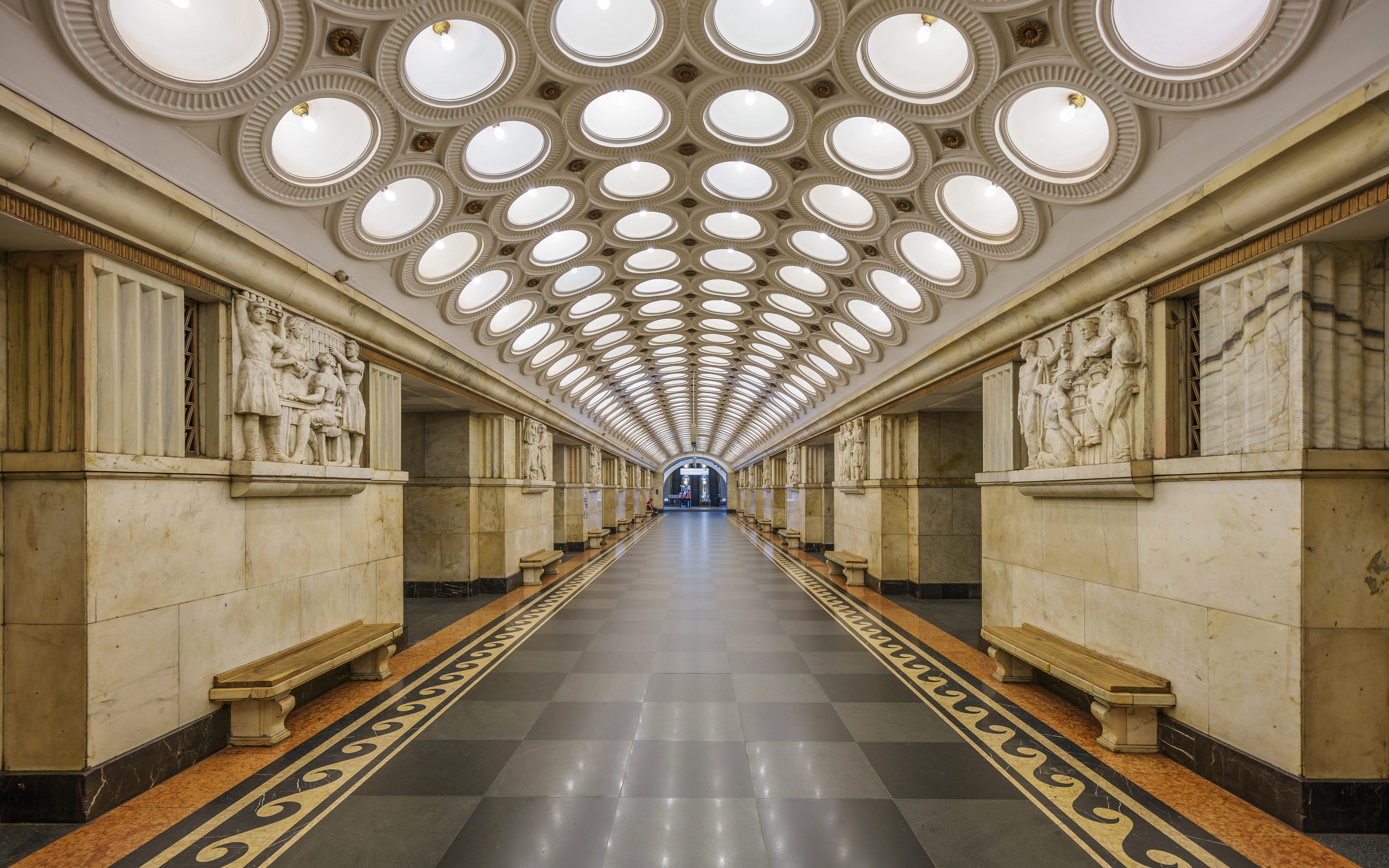
La station de métro Elektrozavodskaïa de Moscou.

## Distinctions
- Héros du travail socialiste (1965)
- Ordre de Lénine
- Ordre du Drapeau rouge du Travail
- Prix Staline (1946, 1949)